# Volha
Volha (alternative Transkription Wolha) ist ein weiblicher Vorname.

## Herkunft und Bedeutung
Der Name ist die belarussische Variante von Olga.

## Bekannte Namensträgerinnen
- Volha Aliseichyk (* 1976), deutsch-russisch-belarussische Übersetzerin und Coacher
- Volha Mazuronak (* 1989), belarussische Langstreckenläuferin
- Volha Sudarava (* 1984), belarussische Weitspringerin
- Volha Tsander (* 1976), belarussische Hammerwerferin
- Volha Tsetsiaruk (* 1985), belarussische Biathletin
- Volha Yudenkova (* 1967), belarussische Marathonläuferin